# Dicastério para as Igrejas Orientais
O Dicastério para as Igrejas Orientais, (Dicasterium pro Eclesiis Orientalibus) que originou-se da Congregatio de Propaganda Fide pro negotiis ritus orientalis fundada pelo Beato Pio IX, em 6 de janeiro de 1862 com a Constituição Apostólica Romani Pontifices. O Papa Bento XV a desvinculou da Congregação para a Propagação da Fé, em 1º de maio de 1917 com o Motu Proprio Dei Providentis e a denominou Congregatio pro Ecclesia Orientali.
O Papa Paulo VI, com a Costituição Apostólica Regimini Ecclesiae Universae de 15 de agosto de 1967, modificando o nome para Congregatio pro Ecclesiis Orientalibus, seu nome atual.
Este dicastério recebeu institucionalmente do Sumo Pontífice o mandato de colocar-se próximo das Igrejas Orientais Católicas, para favorecer o seu crescimento, salvaguardar os seus direitos e manter-se viva e íntegra na Igreja Católica, através do seu patrimônio litúrgico, disciplinar e espiritual da Igreja latina, como aqueles das várias tradições cristãs orientais.
A sua competência foi notávelmente elevada pelo Papa Pio XI com o Motu Proprio Sancta Dei Ecclesia, de 25 de março de 1938. Mais recentemente os Papas Paulo VI, com a Constituição Apostólica Regimini Ecclesiae Universae e João Paulo II, com a Contituição Apostólica Pastor Bonus definiram as competências deste dicastério, o qual exercita ad normam iuris sobre as eparquias, sobre os bispos, sobre o clero, sobre os religiosos e sobre os fiéis de rito oriental que faculta as Congregações para os Bispos, para o Clero, para os Institutos de Vida Consagrada e as Sociedades de Vida Apostólica e para a Educação Católica, como respectivamente sobre as dioceses, sobre os Bispos, sobre o clero, sobre os religiosos e sobre os fiéis de rito latino.
Com a promulgação da Constituição apostólica Prædicate Evangelium, em seus artigos de 82 a 87, altera seu nome para Dicastério para as Igrejas Orientais e ajusta algumas de suas atribuições.
Fazem parte da Congregação para as Igrejas Orientais vários clérigos importantes, nomeadamente os seis Patriarcas e quatro Arcebispos maiores de rito católico oriental.
Está sediada no Palazzo della Congregazione per le Chiese orientali, na Via della Conciliazione, em Roma.

## Prefeitos
|           | Nome                               | Período   | Notas     |
| Prefeitos | Prefeitos                          | Prefeitos | Prefeitos |
| --------- | ---------------------------------- | --------- | --------- |
| 9º        | Claudio Cardeal Gugerotti          | 2022      | Atual     |
| 8º        | Leonardo Cardeal Sandri            | 2007-2022 | Emérito   |
| 7º        | Ignace Moussa I Cardeal Daoud      | 2000-2007 |           |
| 6º        | Achille Cardeal Silvestrini        | 1991-2000 |           |
| 5º        | Duraisamy Simon Cardeal Lourdusamy | 1985-1991 |           |
| 4º        | Władysław Cardeal Rubin            | 1980-1985 |           |
| 3º        | Paul-Pierre Cardeal Philippe, O.P. | 1973-1980 |           |
| 2º        | Maximilien Cardeal de Fürstenberg  | 1756-1763 |           |
| 1º        | Gustavo Cardeal Testa              | 1967-1968 |           |